# Músculo pterigóideo lateral
O músculo pterigoideo lateral é um músculo da mastigação, localizado na cabeça.
A Cabeça superior do músculo tem origem na face infratemporal e crista infratemporal da asa maior do osso esfenoide. A Cabeça inferior origina-se na face lateral da lâmina lateral do processo pterigoide.
A inserção fica no colo da mandíbula, disco articular e cápsula da ATM. Atuando junto protruem e deprimem o mento; atuando isolada e alternadamente produzem movimento de lateralização da mandíbula.
Sua ação na mastigação é a protusão (movimento da mandíbula para frente)